# Filippo Ganna
Filippo Ganna (ur. 25 lipca 1996 w Verbanii) – włoski kolarz torowy i szosowy, mistrz i wicemistrz olimpijski, wielokrotny medalista mistrzostw świata, aktualny rekordzista świata w jeździe godzinnej (56,792 km).

## Kariera
W 2016 osiągnął pierwszy duży sukces międzynarodowy, zdobywając złoty medal w indywidualnym wyścigu na dochodzenie podczas torowych mistrzostw świata w Londynie. Dwa lata wcześniej był czwarty w indywidualnej jeździe na czas juniorów na szosowych mistrzostwach świata w Ponferradzie. Również w 2014 wygrał kategorię młodzieżowców w wyścigu Chrono des Nations, a dwa lata później w tej samej kategorii był najlepszy podczas wyścigu Paryż-Roubaix. Wynik z Londynu powtarzał na MŚ w Apeldoorn (2018), MŚ w Pruszkowie (2019), MŚ w Berlinie (2020) i MŚ w Yvelines (2022), a na MŚ w Roubaix (2021) zdobył złoto w drużynowym wyścigu na dochodzenie.
W 2019 został brązowym, a w 2020 i 2021 złotym medalistą mistrzostw świata w jeździe indywidualnej na czas.
Brał też udział w igrzyskach olimpijskich w Tokio, gdzie Włosi ponownie zwyciężyli w drużynowym wyścigu na dochodzenie. Na tej samej imprezie zajął też piąte miejsce w indywidualnej jeździe na czas. Wystąpił w barwach Włoch na igrzyskach olimpijskich w Paryżu, gdzie w jeździe na czas mężczyzn zdobył srebrny medal oraz brązowy medal w wyścig drużynowy na dochodzenie.

## Najważniejsze osiągnięcia

### kolarstwo szosowe
2013
- 3. miejsce w mistrzostwach Włoch juniorów (jazda ind. na czas)

2014
- 1. miejsce w Chrono Champenois Masculin International
- 1. miejsce w Chrono des Nations juniorów
- 1. miejsce w Trofeo Emilio Paganessi
- 1. miejsce w mistrzostwach Włoch juniorów (jazda ind. na czas)

2016
- 2. miejsce w mistrzostwach Europy do lat 23 (jazda ind. na czas)
- 1. miejsce w mistrzostwach Włoch do lat 23 (jazda ind. na czas)
- 1. miejsce w Paris-Roubaix Espoirs
- 2. miejsce w Trofeo Città di San Vendemiano
- 1. miejsce w GP Laguna Poreč

2018
- 2. miejsce w mistrzostwach Włoch (jazda ind. na czas)
- 2. miejsce w Vuelta a San Juan Internacional
  - 1. miejsce w klasyfikacji młodzieżowej

2019
- 1. miejsce w mistrzostwach Włoch (jazda ind. na czas)
- 1. miejsce na 1. etapie Tour de La Provence (jazda ind. na czas)
- 1. miejsce na 6. etapie BinckBank Tour (jazda ind. na czas)
- 3. miejsce w mistrzostwach świata (jazda ind. na czas)

2020
- 2. miejsce w Vuelta a San Juan
- 1. miejsce w mistrzostwach Włoch (jazda ind. na czas)
- 1. miejsce na 8. etapie Tirreno-Adriático (jazda ind. na czas)
- 1. miejsce w mistrzostwach świata (jazda ind. na czas)
- 1. miejsce na 1., 5., 14. i 21. etapie Giro d’Italia

2021
- 1. miejsce na 4. i 5. etapie Étoile de Bessèges
- 1. miejsce na 2. etapie UAE Tour
- 1. miejsce na 1. i 21. etapie Giro d’Italia
- 1. miejsce w mistrzostwach Europy (mieszana jazda drużynowa na czas)
- 2. miejsce w mistrzostwach Europy (jazda ind. na czas)
- 1. miejsce w mistrzostwach świata (jazda ind. na czas)
- 3. miejsce w mistrzostwach świata (mieszana jazda drużynowa na czas)

2022
- 1. miejsce na 5. etapie Étoile de Bessèges
- 1. miejsce w prologu Tour de La Provence
- 1. miejsce na 1. etapie Tirreno-Adriático
- 1. miejsce na 4. etapie Critérium du Dauphiné
- 1. miejsce w mistrzostwach Włoch (jazda indywidualna na czas)
- 3. miejsce w mistrzostwach Europy (jazda indywidualna na czas)
- 1. miejsce w prologu Deutschland Tour
- 2. miejsce w mistrzostwach świata (mieszana jazda drużynowa na czas)
- rekord świata w jeździe godzinnej – 56,792 km[2]

2023
- 2. miejsce w Vuelta a San Juan
- 2. miejsce w Volta ao Algarve
- 1. miejsce na 1. etapie Tirreno-Adriático (jazda ind. na czas)
- 2. miejsce w Mediolan-San Remo
- 1. miejsce w mistrzostwach Włoch (jazda indywidualna na czas)
- 1. miejsce w Tour de Wallonie
  - 1. miejsce na 1. i 4. etapie
- 2. miejsce w mistrzostwach świata (jazda indywidualna na czas)
- 1. miejsce na 10. etapie Vuelta a España

2024
- 1. miejsce na 14. etapie Giro d’Italia
- 1. miejsce w mistrzostwach Włoch (jazda indywidualna na czas)
- 1. miejsce na 4. etapie Tour of Austria
- 2. miejsce w igrzyskach olimpijskich (jazda indywidualna na czas)
- 2. miejsce w mistrzostwach świata (jazda indywidualna na czas)
- 3. miejsce w mistrzostwach świata (mieszana jazda drużynowa na czas)

2025
- 2. miejsce w Tirreno-Adriático
  - 1. miejsce na 1. etapie (jazda ind. na czas)
- 2. miejsce w Mediolan-San Remo

## Rankingi

### kolarstwo szosowe
| Rok              | 2015 | 2016 | 2017  | 2018 | 2019 | 2020 | 2021 | 2022 | 2023 | 2024 |
| ---------------- | ---- | ---- | ----- | ---- | ---- | ---- | ---- | ---- | ---- | ---- |
| UCI World Tour   |      | -    | -     | 370. |      |      |      |      |      |      |
| World Ranking    |      | 516. | 2296. | 581. | 156. | 28.  | 53.  | 137. | 15.  | 67.  |
| UCI Europe Tour  | 387. | 307. | 1480. | 872. | 128. | 24.  | 44.  | 114. | 13.  | 54.  |
| UCI Asia Tour    | -    | 446. | -     | 637. |      |      |      |      |      |      |
| UCI America Tour | -    | -    | -     | 49.  |      |      |      |      |      |      |
|                  |      |      |       |      |      |      |      |      |      |      |
| Źródło: UCI      |      |      |       |      |      |      |      |      |      |      |